# أحمد القرشي
أحمد القرشي أو أحمد القرشي طه (1942 - أكتوبر 1964) معروف أيضًا بالشهيد (أو الشهيد قرشي)، من مواليد قرية الجراسة بالقرب من بلدة المناقل بولاية الجزيرة، السودان. كان طالبا في جامعة الخرطوم قتل على يد الشرطة في أكتوبر 1964 في وقت انتفاضة ضخمة، ثورة أكتوبر، الذي أطاحة بنظام إبراهيم عبود العسكري.
تلقى القرشي تعليمه المتوسط في مدرسة الدلنج في مدينة الدلنج الواقعة في منطقة جبال النوبة. في عام 1958، التحق القرشي بمدرسة الشاعر الثانوية في مدينة الفاشر (مدرسة الفشير الثانوية التي تأسست عام 1957). التحق بجامعة الخرطوم في أوائل الستينيات.
تم إطلاق النار على القرشي من قبل الشرطة، خلال مداهمة سكن الطلاب من قبل قوة الشرطة (سكن الطلاب المعروف باسم الثكنات لأنه كان سكنًا للجيش البريطاني عندما كان السودان لا يزال مستعمرة). القرشي سكنه المسمى الدندر الذي تحول أسمه إلى القرشي بعد وفاته وحتى اليوم (اليوم الثكنات السابقة كانت سكنات طالبات منذ 1997). قُتل طالب آخر على يد الشرطة قبل القرشي في 25 نوفمبر 1964) اسم الطالب بابكر حسن عبد الحفيظ من أم درمان وكان يعيش في حي يدعى ود درو.